# Dendrelaphis cyanochloris
Dendrelaphis cyanochloris is een slang uit de familie toornslangachtigen (Colubridae) en de onderfamilie Ahaetuliinae.

## Naam en indeling
De wetenschappelijke naam van de soort werd voor het eerst voorgesteld door Frank Wall in 1921. Oorspronkelijk werd de wetenschappelijke naam Dendrophis pictus var. cyanochloris gebruikt.

## Verspreiding en habitat
Dendrelaphis cyanochloris komt voor in delen van Zuidoost Azië en leeft in de landen India, Bangladesh, Bhutan, Myanmar, Thailand, Singapore en Maleisië. De habitat bestaat uit vochtige tropische en subtropische bossen, zowel in laaglanden als in berggebieden.De soort is aangetroffen tot op een hoogte van ongeveer duizend meter boven zeeniveau.

## Beschermingsstatus
Door de internationale natuurbeschermingsorganisatie IUCN is de beschermingsstatus 'veilig' toegewezen (Least Concern of LC).